# Blue Jasmine
Blue Jasmine ist ein US-amerikanisches Filmdrama von Woody Allen. Der pessimistische Film handelt vom dramatischen sozialen Abstieg der namensgebenden Jasmine Francis, die von Cate Blanchett dargestellt wird. Es basiert vage auf dem Theaterstück Endstation Sehnsucht von Tennessee Williams.

## Handlung
Die inzwischen mittellose ehemalige High-Society-Lady Jasmine Francis reist mit den Habseligkeiten, die ihr von ihrem einstigen Reichtum geblieben sind, von New York nach San Francisco, um bei ihrer Schwester Ginger ein neues Leben zu beginnen. Bereits während des Fluges und auch noch nach der Landung erzählt sie einer ihr unbekannten Sitznachbarin Ereignisse aus ihrem Leben.
Bei ihrer Schwester angekommen, beschwört sie diese, sich jemand Besseren zu suchen als den Automechaniker Chili, mit dem Ginger verlobt ist und dessen Freunde in deren Wohnung ein und aus gehen.
In Rückblenden, Selbstgesprächen und Tagträumen erfährt man nach und nach Jasmines Vorgeschichte. Ihr gutaussehender Ehemann Hal verdiente als Finanzunternehmer viel Geld und Jasmine führte das typische Luxusleben einer Dame der oberen Gesellschaft in Manhattan. Als ihre Schwester Ginger und deren damaliger Mann Augie sie zu jener Zeit in New York besuchten, waren beide davon beeindruckt, in welchem Reichtum Jasmine und Hal lebten. Augie hatte gerade 200.000 Dollar in der Lotterie gewonnen und wollte damit eine Baufirma gründen. Jasmine überredete ihren Mann, das Geld für Augie anzulegen. Später fand sie heraus, dass Hal sie jahrelang mit anderen Frauen betrogen hatte. Dann wurde er wegen illegaler Geschäfte, Anlagebetrug sowie Steuerhinterziehung verurteilt und beging im Gefängnis Selbstmord.
In San Francisco findet Jasmine Arbeit als Sprechstundenhilfe bei einem Zahnarzt, flieht aber aus der Praxis, als der Arzt sexuell übergriffig wird. Außerdem besucht sie einen Computerkurs, um später „online“ Innenarchitektur studieren zu können. Eine Kursteilnehmerin lädt Jasmine und ihre Schwester Ginger zu einer Party ein. Dort lernt Jasmine den wohlhabenden Diplomaten Dwight Westlake kennen, der gerade plant, sein luxuriöses Haus an der Bucht von San Francisco einrichten zu lassen. Jasmine bietet ihm an, ihm bei der Einrichtung zu helfen. Sie behauptet, ihr an einem Herzinfarkt verstorbener Mann sei Chirurg gewesen, sie sei Innenarchitektin, verschweigt ihm aber, dass sie einen Stiefsohn hat. Ginger ist ebenfalls auf der Party und macht dort die Bekanntschaft mit Al, mit dem sie eine Affäre beginnt. Dies führt zum Streit mit Chili und zur vorübergehenden Trennung der beiden.
Dwight ist von Jasmine begeistert und will sie heiraten. Gerade als die beiden vor einem Juweliergeschäft stehen, um einen Verlobungsring zu kaufen, taucht Jasmines Ex-Schwager Augie auf, der bei Hals Betrügereien all sein Geld verloren hatte, und stellt sie zur Rede. Dwight erfährt dabei Jasmines wahre Lebensumstände, worauf er vom Kauf des Ringes Abstand nimmt. Zwischen Dwight und Jasmine kommt es zu einem heftigen Streit über Jasmines Lügen, woraufhin sie seinen Wagen überstürzt verlässt. Als sie ihren Stiefsohn aufsucht, der infolge der Verurteilung seines Vaters sein Harvard-Studium aufgeben musste und jetzt in einem Musikinstrumentenladen arbeitet, erfährt man, dass sie selbst aus Rache dem FBI telefonisch den entscheidenden Tipp gegeben hatte, als Hal sie wegen einer anderen Frau verlassen wollte. Demzufolge war ihr die Rechtswidrigkeit seiner Geschäfte spätestens zu diesem Zeitpunkt bewusst. Ihr Stiefsohn weiß von diesem Anruf und ist noch zorniger auf sie als auf seinen Vater. Er will sie nie wiedersehen.
Zurück in der Wohnung ihrer Schwester, trifft sie diese und Chili an, die gerade mit Champagner auf ihre Versöhnung anstoßen. Jasmine behauptet, mit Dwight sei alles in bester Ordnung, und erklärt, sie werde nun zu ihm ziehen.
In der letzten Szene sitzt die einstige High-Society-Lady mit wirren Haaren auf einer Bank in der Stadt und führt – wie schon in der Vergangenheit – Selbstgespräche.

## Rezeption

### Erfolg
Im Jahr 2013 wurden an den deutschen Kinokassen 417.737 Besucher gezählt, womit der Film unter den meistbesuchten Filmen des Jahres Platz 78 belegte.

### Kritiken
„Eine Frau hat sich von ihrem Ehemann, einem Finanzhalunken, das Leben zur Hälfte ruinieren lassen, den Rest besorgt sie selbst. 98 Minuten lang geht es für Jasmine abwärts, ihre gesellschaftliche Stellung sinkt dramatisch, und das Gefühl der Demütigung ist ihr hartnäckiger Begleiter. Aber das ist keineswegs nur traurig, sondern produziert manche absurde Pointe in bewährter Woody-Allen-Manier, vielleicht noch etwas grimmiger als gewöhnlich.“

„Leider spürt man den fortschreitenden Weltverlust, der Allens Werk seit Längerem plagt, auch hier wieder in jeder Szene. San Francisco zum Beispiel: Hier tummeln sich strikte Heteros, die jeden Dollar zweimal umdrehen, das Herz auf dem rechten Fleck haben und das Internet nur vom Hörensagen kennen. Ihre aggressive Vitalität wirkt so echt wie Ersatzkäse. Gerade da, wo er das ‚wahre Leben‘ zeigen will, erstickt der Film fast an der eigenen Künstlichkeit. Traurige Erkenntnis: Auch in Amerika ist Woody Allen inzwischen Tourist. Womöglich wäre er das sogar in New York, sollte er sich dazu entschließen, doch noch einmal eine Art Fortsetzung des ‚Stadtneurotikers‘ zu drehen.“

„‚Blue Jasmine‘ ist ein großartiger Horrorfilm aus dem Hochkapitalismus, der sich ganz auf Cate Blanchett konzentriert. Auf eine Frau im freien Fall, die in einem Moment strahlend schön, unnahbar und stolz sein kann und sich im nächsten Augenblick in einen zitternden Haufen Elend verwandelt.“

„Allens alte Fan-Gemeinde ist in den letzten Jahren merklich geschrumpft. Das hatte seine Gründe. New York schien auserzählt, die europäischen Filme hatten etwas Angestrengtes, mit ‚Blue Jasmine‘ scheint der inzwischen 77-Jährige zum ersten Mal seit langer Zeit wieder auf der Höhe seines Könnens. Es ist eine einfache, klar strukturierte Geschichte, die ohne die fantastisch-grotesken Mätzchen auskommt, die Allen immer mal wieder originell oder witzig fand, die seinen Filmen aber eher abträglich gewesen sind. Der Schauplatzwechsel zur amerikanischen Westküste hat offenbar wie eine Frischzellenkur gewirkt.“

„Nachdem er in seinen letzten vier Filmen nostalgisch durch Europas Metropolen tourte, beschäftigt sich Woody Allen nun wieder mit den Problemen seiner amerikanischen Heimat. Mit ‚Blue Jasmine‘ spiegelt der Altmeister die Finanzkrise in einem ganz persönlichen Melodrama.“

„Woody Allen hat mit ‚Blue Jasmine‘ für die unfehlbare Cate Blanchett einen großartigen Blues geschrieben. Allen hat in seinem Spätwerk alle Fesseln abgelegt und zeigt sich als einer der letzten Großmeister des amerikanischen Films.“

„Blue Jasmine ist keine Komödie. Es ist, wie Allen seiner Hauptdarstellerin während der Dreharbeiten sagte, ‚ein ernster Film‘. Dass er unterhaltsam ist, verdankt er dem wunderbaren Ensemble, allen voran Cate Blanchett, die wirklich alle Register ihrer Schauspielkunst zieht. Obwohl einem die Figur nicht sympathisch wird, sieht man dennoch gebannt zu, wie sie angewidert auf die Wohnung ihrer Schwester blickt, wie sie sich den x-ten ‚Stolni‘ einschenkt oder mit zitternden Händen die Pillendose aufschraubt, um eine ‚Xanax‘ einzuwerfen.“

„Die ungemein schwierige Balance zwischen Verzweiflung und Komik gelingt Woody Allen virtuos. Gerade zu Beginn weigert er sich, seine Figuren einer Dramaturgie zu opfern, die sich um die zahlreichen Rätsel der Vergangenheit dreht. Vielmehr gibt er seiner Hauptdarstellerin Cate Blanchett Raum, den Genuss und den Kater, die Selbsttäuschung und die Euphorie in Szenen auszuspielen, die als kontrastreiche Tableaus entworfen sind.“

## Auszeichnungen
- 2013: New York Film Critics Circle Award für Cate Blanchett (Beste Hauptdarstellerin)
- 2014: Golden Globe für Cate Blanchett (Beste Hauptdarstellerin – Drama)
- 2014: Nominierung für einen Golden Globe für Sally Hawkins (Beste Nebendarstellerin)
- 2014: Critics’ Choice Movie Award für Cate Blanchett (Beste Hauptdarstellerin)
- 2014: Oscar für Cate Blanchett (Beste Hauptdarstellerin)
- 2014: Nominierung für den Oscar für Woody Allen (Bestes Originaldrehbuch)
- 2014: Nominierung für den Oscar für Sally Hawkins (Beste Nebendarstellerin)
- 2014: BAFTA Award für Cate Blanchett (Beste Hauptdarstellerin)
- 2014: Nominierung für den BAFTA Award für Woody Allen (Bestes Originaldrehbuch)
- 2014: Nominierung für den BAFTA Award für Sally Hawkins (Beste Nebendarstellerin)
- 2014: Empire Award für Sally Hawkins als Beste Nebendarstellerin
- 2014: Nominierung für den AACTA International Award für Sally Hawkins als Beste Nebendarstellerin
- 2014: Nominierung für den Alliance of Women Film Journalists Award für Sally Hawkins als Beste Nebendarstellerin
- 2014: Nominierung für den Dallas–Fort Worth Film Critics Association Award für Sally Hawkins als Beste Nebendarstellerin
- 2014: Nominierung für den Detroit Film Critics Society für das beste Ensemble
- 2014: Nominierung für den Georgia Film Critics Association Award für Sally Hawkins als Beste Nebendarstellerin
- 2014: Nominierung für den Independent Spirit Award für Sally Hawkins als Beste Nebendarstellerin
- 2014: Nominierung für den International Cinephile Society Award für Sally Hawkins als Beste Nebendarstellerin
- 2014: Nominierung für den London Film Critics Circle Award für Sally Hawkins als Beste Nebendarstellerin
- 2014: Nominierung für den London Film Critics Circle Award für Sally Hawkins als Beste Britische Darstellerin des Jahres
- 2014: Nominierung für den National Society of Film Critics Award für Sally Hawkins als Beste Nebendarstellerin (Zweiter Platz)
- 2014: Nominierung für den Online Film Critics Society Award für Sally Hawkins als Beste Nebendarstellerin
- 2014: Nominierung für den San Diego Film Critics Society Award für Sally Hawkins als Beste Nebendarstellerin
- 2014: Nominierung für den Satellite Award für Sally Hawkins als Beste Nebendarstellerin-Spielfilm